# Österreichische Judo-Damen-Mannschaftsmeisterschaft 2000
Die Österreichische Judo-Damen-Mannschaftsmeisterschaft 2000 ermittelte zum 19. Mal den Österreichischen Mannschaftsmeisters im Judo. Sie wurde vom Österreichischen Judoverband ausgetragen. Sieger war zum 2. Mal der Vereinsgeschichte der Samurai Wien.

## Tabelle
| Position | Mannschaft    | Ort          | Bundesland | Quelle |
| -------- | ------------- | ------------ | ---------- | ------ |
| 1        | Samurai Wien  | Leopoldstadt | Wien       | [ 2 ]  |
| 2        | ASVÖ Salzburg | Salzburg     | Salzburg   | [ 3 ]  |

Stand: 2025-03-15

## Begegnungen
| Datum     | Ort        | Mannschaft 1 | Mannschaft 2  | Siege 1 | Siege 2 | Quelle |
| --------- | ---------- | ------------ | ------------- | ------- | ------- | ------ |
| Juni 2000 | Budocenter | Samurai Wien | ASVÖ Salzburg | 4       | 3       | [ 3 ]  |